# Penanggungan (Trawas)
Penanggungan is een bestuurslaag in het regentschap Mojokerto van de provincie Oost-Java, Indonesië. Penanggungan telt 2468 inwoners (volkstelling 2010).